# HD 37289
HD 37289，又名BD+65 485，SAO 13570、HR 1916，是一颗恒星，视星等为5.6，位于銀經147.32，銀緯17.88，其B1900.0坐标为赤經5h 32m 25s，赤緯+65° 17.88′ 37″。